# كسوف الشمس في 22 يوليو 2009

كسوف الشمس في 22 يوليو 2009

كسوف الشمس في 22 يوليو، 2009 هو أطول كسوف للشمس في القرن الواحد والعشرين، وقد دام الكسوف لمدة 6 دقائق و39 ثانية. وقد رفع هذا الكسوف من النشاط السياحي والتجاري في جنوب الصين، ونيبال، والهند.

## مدة
هذا الكسوف الشمسي هو أطول كسوف شمسي سيحدث في القرن الواحد والعشرين، ولن يكون هناك أطول منه مدة إلا كسوف سيحدث في 13 يوليو 2132. الكسوف الشمسي دام 6 دقائق و39 ثانية، وقد كان أطول كسوف فوق المحيط في 02:35:21 ت.ع.م حوالي 100 كم جنوبًا من جزر أوغاساوارا جنوب شرق اليابان.

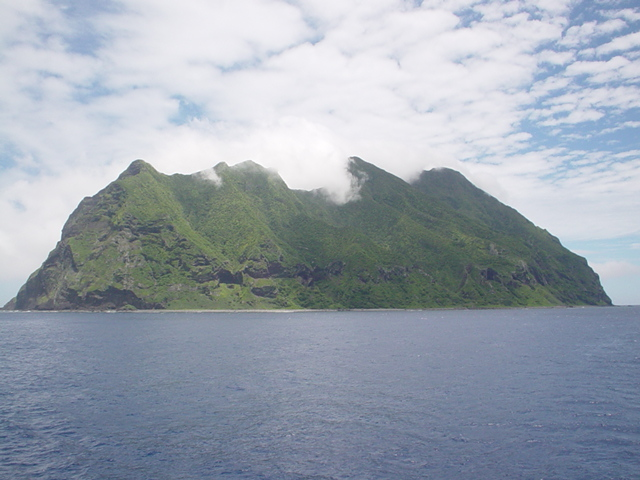
سيكون على جزيرة كيتا إيوجيما البركانية أطول كسوف كلي للشمس يمكن أن يشاهد على اليابسة

## تفاعل
راقب العلماء الهنود كسوف الشمس من مقاتلات نفاثة، واستخدمت الحكومة الصينية الكسوف لأغراض تعليمية، ولتبرهن على عدم صحة الخرافات المتعلقة بالكسوف.

## معرض صور

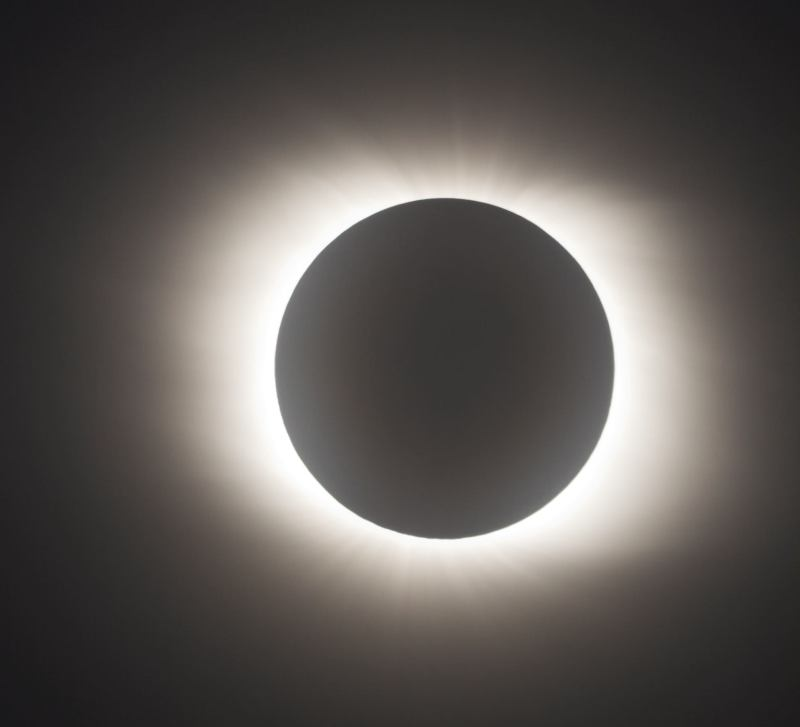
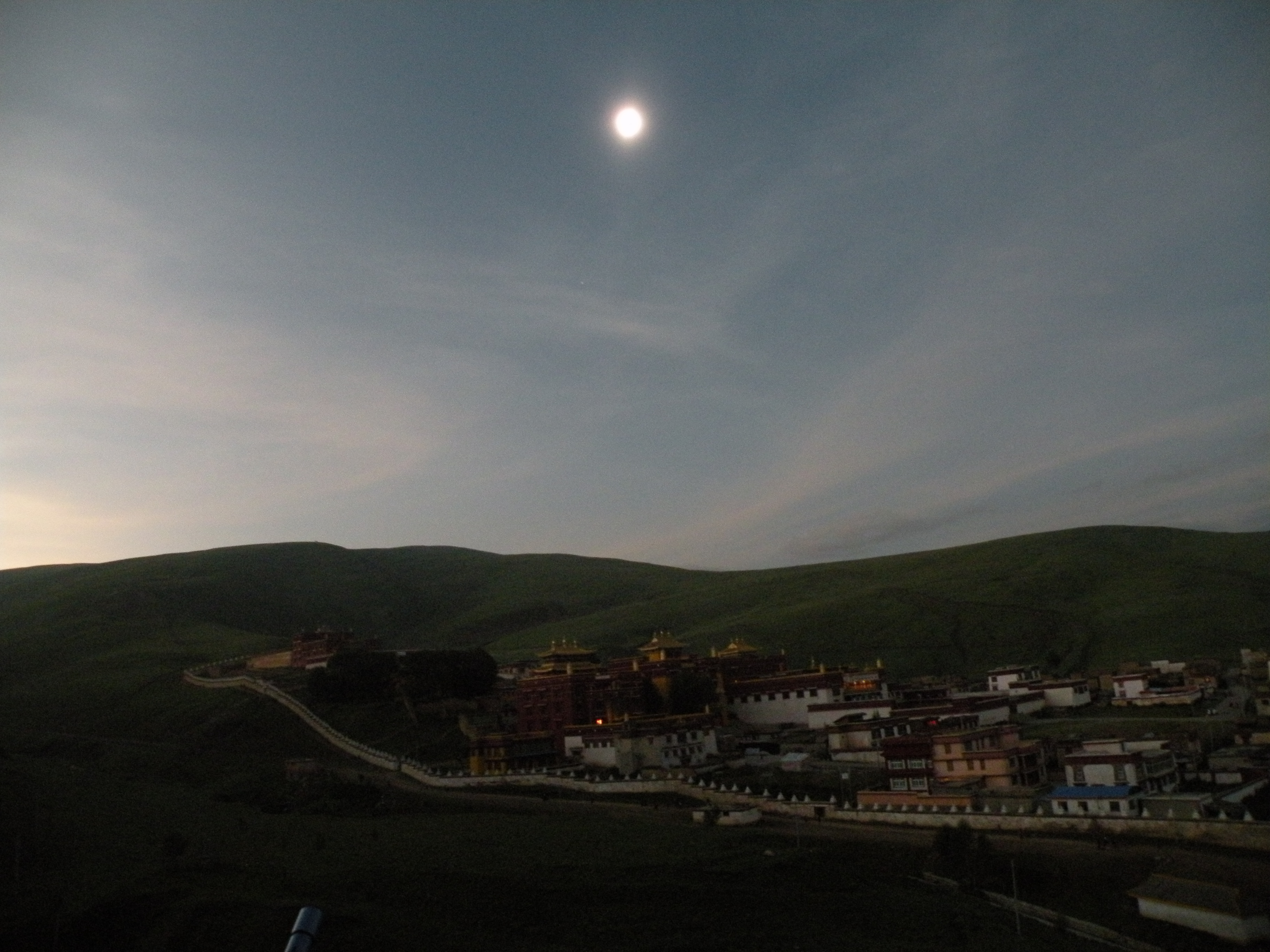
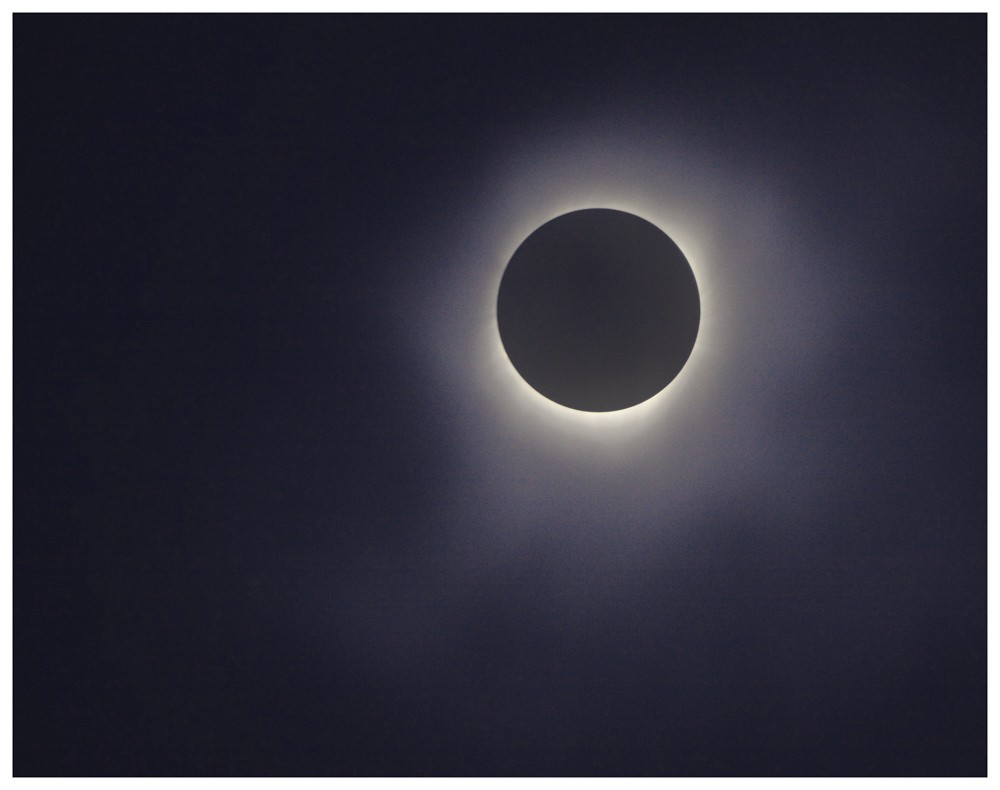
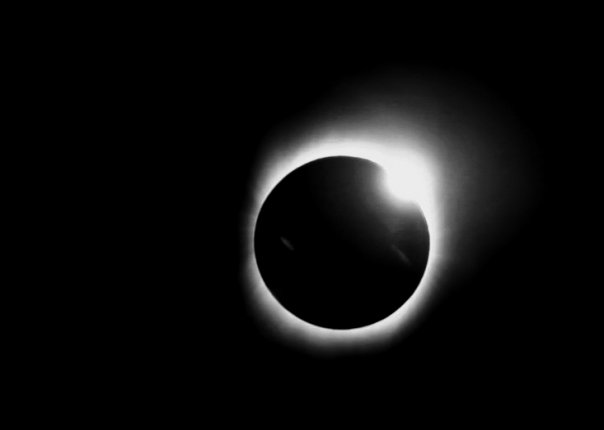